# 526

## Събития
- Аталарих става крал на остготите.

## Родени
- Албоин (Alboin), крал на лангобардите (* преди 526; † 28 юни 572)

## Починали
- Йоан I, (лат. Johannes PP. I), римски папа
- Теодорих Велики, (Theoderich der Großen), крал на остготите